# 忽林失
忽林失（?—?），元朝将领。蒙古族八鲁剌思氏。甕吉剌䚟子。
元世祖至元年间，任宿卫，事皇孙铁穆耳（元成宗）。后以千户随从北征乃颜和其同党哈丹等，驰马奮戈，冲击敌营，身受三十三处伤口，以功受忽必烈汗赏赐，领太府监。之后从宁王阔阔出、海山（元武宗）出战海都、笃哇。以功拜翰林承旨。旋改万户，大战斡罗思、察八儿。元武宗至大年间，被拜为司徒，之后又出仕元仁宗。

## 延伸阅读
[在维基数据编辑]
 《元史/卷135》，出自宋濂《元史》
 《新元史/卷178》，出自柯劭忞《新元史》